# Diane Schuur
Diane Schuur (Tacoma, Washington, 1953. december 10. –) kétszeres Grammy-díjas amerikai énekesnő, zongorista.
Diane Schuur születése óta vak, amit egy orvosi műhiba okozott. Már tízéves korában – a Holiday Inn szervezésében – színpadon volt, de akkor még country-dalokkal. A dzsesszhez fokozatosan jutott el. 1979-ben a Montreux-i Jazz Fesztiválon elénekelte az Amazing Grace c. spirituálét, ami a szaxofonos Stan Getz-et mélyen lenyűgözte. Ez meghatározta további pályáját.
Rövidesen már Stan Getz-cel lépett fel. A későbbiekben partnere volt többek között B.B. King, Maynard Ferguson, Ray Charles, Count Basie, a Caribbean Jazz Project, de szívesen ad elő popzenét is (pl. Duran Duran: Ordinary World).

## Lemezek
- 1982: Pilot of my destiny
- 1984: Deedles
- 1985: Schuur Thing
- 1986: Timeless
- 1987: Diane Schuur and the Count Basie Orchestra
- 1988: Talkin’ ’Bout You
- 1989: Diane Schuur Collection
- 1991: Pure Schuur
- 1992: In Tribute
- 1993: Love Songs
- 1994: Heart To Heart
- 1996: Love Walked In
- 1997: Blues For Schuur
- 1998: The Best of Diane Schuur
- 1999: Music Is My Life
- 2000: Friends for Schuur
- 2001: Swingin’ for Schuur
- 2003: Midnight
- 2005: Schuur Fire
- 2006: Live in London
- 2008: Some other time
- 2011: The Gathering
- 2014: I Remember You: Love to Stan and Frank
- 2020: Running on Faith

## Díjak
- 1987  Grammy-díj
- 1986  Grammy-díj